# Powder River Country
 (décembre 2017).
Si vous disposez d'ouvrages ou d'articles de référence ou si vous connaissez des sites web de qualité traitant du thème abordé ici, merci de compléter l'article en donnant les références utiles à sa vérifiabilité et en les liant à la section « Notes et références ».

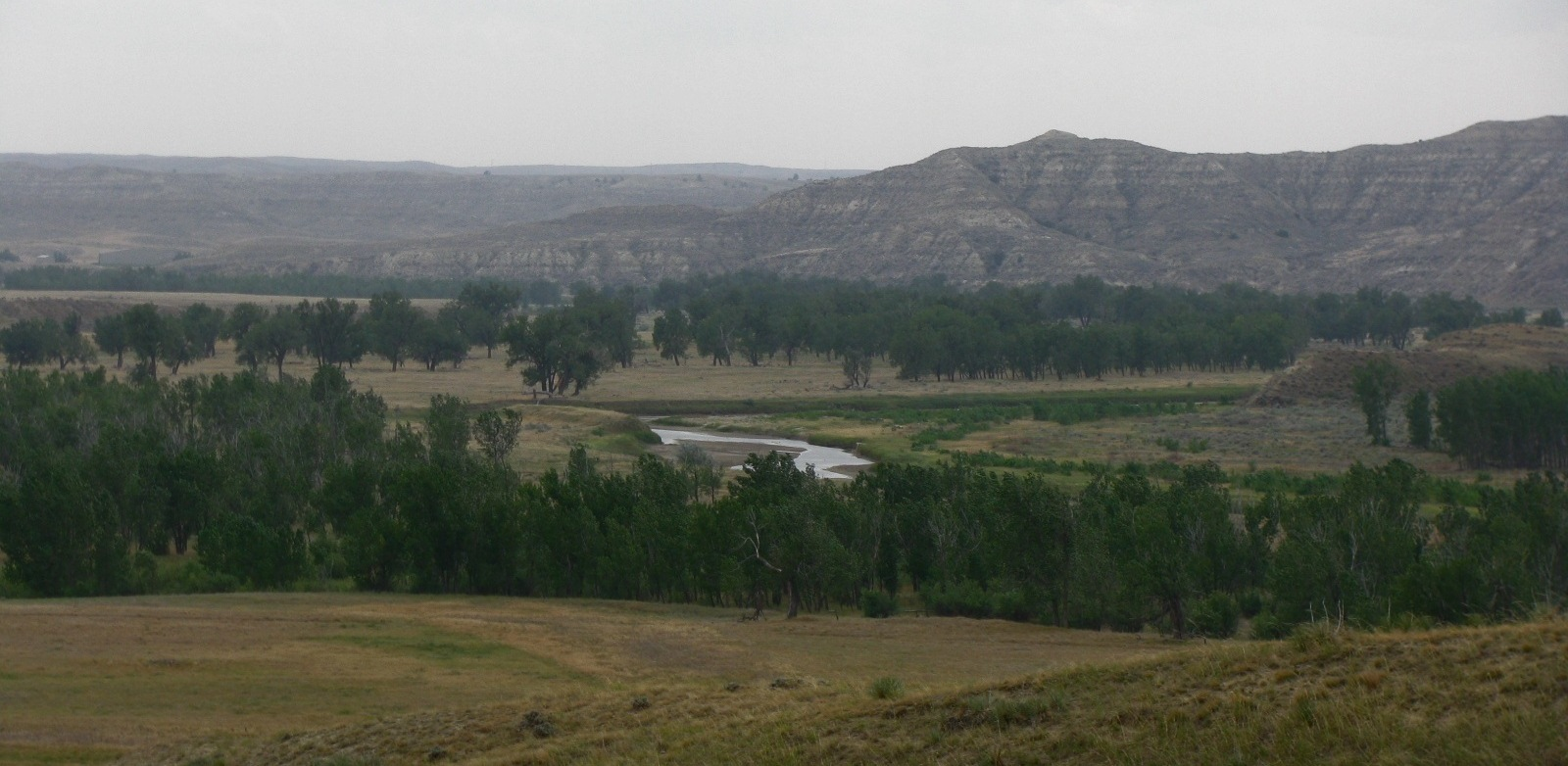
Une vue de la Rivière Powder, dans le nord du Wyoming

Le Powder River Country (« Pays de la rivière de poudre ») est le Bassin de la Rivière Powder dans la région des Grandes Plaines du nord-est du Wyoming, États-Unis. La région est définie comme celle entre les Bighorn Mountains et les Black Hills, dans la zone de drainage des rivières de la Powder, de la langue (Tongue) et de Little Bighorn.
À la fin des années 1860, la région a été le théâtre de la guerre de Red Cloud, où se sont battus les Lakotas et les colons américains. La victoire des Lakotas leur permis de continuer à dominer la zone pendant la décennie suivante.
Après que la région soit passée sous le contrôle du gouvernement des États-Unis dans les années 1870, à la suite de la grande guerre Sioux de 1876-77 (guerre des Black Hills), la zone fut ouverte à la colonisation par les blancs dans le cadre du Homestead Act. En 1892, la région fut le théâtre de la guerre du comté de Johnson.
Au début du XXe siècle, la découverte de pétrole dans la région a conduit au développement de celle-ci et à la prolifération des champs de pétrole. Le charbon y est également exploité.